# Myos Hormos
Myos Hormos (in greco Μυὸς Ὅρμος Müòs Hòrmos, "porto del topo"; in italiano anche Miosormo) era un antico porto marittimo costruito sul Mar Rosso dai Tolomei, nel III secolo a.C. circa. 
Nel 1993 gli scavi archeologici, svolti da David Peacock e Lucy Blue dell'Università di Southampton, hanno dimostrato che l'ubicazione della città era a 8 km a nord della moderna città di Quseir, mentre si credeva che si trovasse sul Golfo di Suez.

## Storia
Si presume che Myos Hormos sia stato costruito nel III secolo a.C. sulle sponde del Mar Rosso.
Dopo la supremazia della Dinastia tolemaica e la conquista romana dell'Egitto, Myos Hormos era uno dei principali porti che commerciavano con l'India, con l'Africa e probabilmente anche con la Cina.
Alcune delle destinazioni delle principali rotte commerciali portavano in India.
Il commercio di Myos Hormos lungo le coste dell'Oceano Indiano, è testimoniato nel libretto del Periplus maris erythraei, risalente al I secolo.
Secondo Strabone (II.5.12), all'epoca dell'imperatore Augusto, 120 navi all'anno circa, prendevano il largo dal porto di Myos Hormos per le coste indiane:
(Strabo II.5.12.)
Il porto di Myos Hormos era connesso alla Valle del Nilo e la città di Menfi attraverso una strada romana, risalente al I secolo.
Dopo il IV secolo il porto fu abbandonato per via della caduta dell'Impero romano d'Occidente e questo decretò la fine dei commerci tra l'antica Roma e l'India.
Nel XVII secolo il porto cominciò a riacquistare importanza per via dei pellegrinaggi dei fedeli dell'Islam che dal Cairo viaggiavano verso la loro città santa della Mecca.
Durante i primi scavi, tra il 1978 e il 1983, si credeva che il sito fosse il porto romano di Leucos Limen.